# Invitation (Altaria)
Invitation è il primo album in studio del gruppo musicale finlandese Altaria, pubblicato nel 2003.

## Tracce
1. Unicorn – 3:32
2. History of Times to Come – 4:16
3. Ravenwing – 4:30
4. Innocent – 4:11
5. Wrath of a Warchild – 4:13
6. Kingdom of the Night – 2:55
7. Fire & Ice – 3:26
8. House of My Soul – 3:32
9. Immortal Disorder – 3:35
10. Here I Am – 3:53
11. Emerald Eye – 4:20

## Formazione
- Tony Smedjebacka - batteria
- Marko Pukkila - basso
- Jani Liimatainen - chitarra, tastiera
- Emppu Vuorinen - chitarra
- Jouni Nikula - voce